# Église Saint-Guillaume de Philadelphie
Pour les articles homonymes, voir Église Saint-Guillaume.
L'église Saint-Guillaume (St. William's Church) est une église catholique paroissiale de Philadelphie aux États-Unis, située dans le quartier de Lawncrest. Elle est dédiée à saint Guillaume et dépend de l'archidiocèse de Philadelphie. Elle dessert en 2019 environ 1 830 foyers. 

## Histoire
La paroisse Saint-Guillaume est érigée en 1920, servant à l'origine soixante-dix foyers dans un quartier à la population en expansion du nord-est de la ville. L'église est dédiée le 27 novembre 1921. En 1923, des portions de territoire au sud et à l'est sont détachées pour former les nouvelles paroisses Saint-Ambroise et Saint-Martin. Son école paroissiale ouvre en 1924 avec une centaine d'élèves encadrés par des religieuses enseignantes de la congrégation des Servantes du Cœur immaculé de Marie qui construisent un nouveau bâtiment pour 450 élèves en 1929. Elles construisent aussi un nouveau couvent en 1948. Une nouvelle église est érigée en 1927

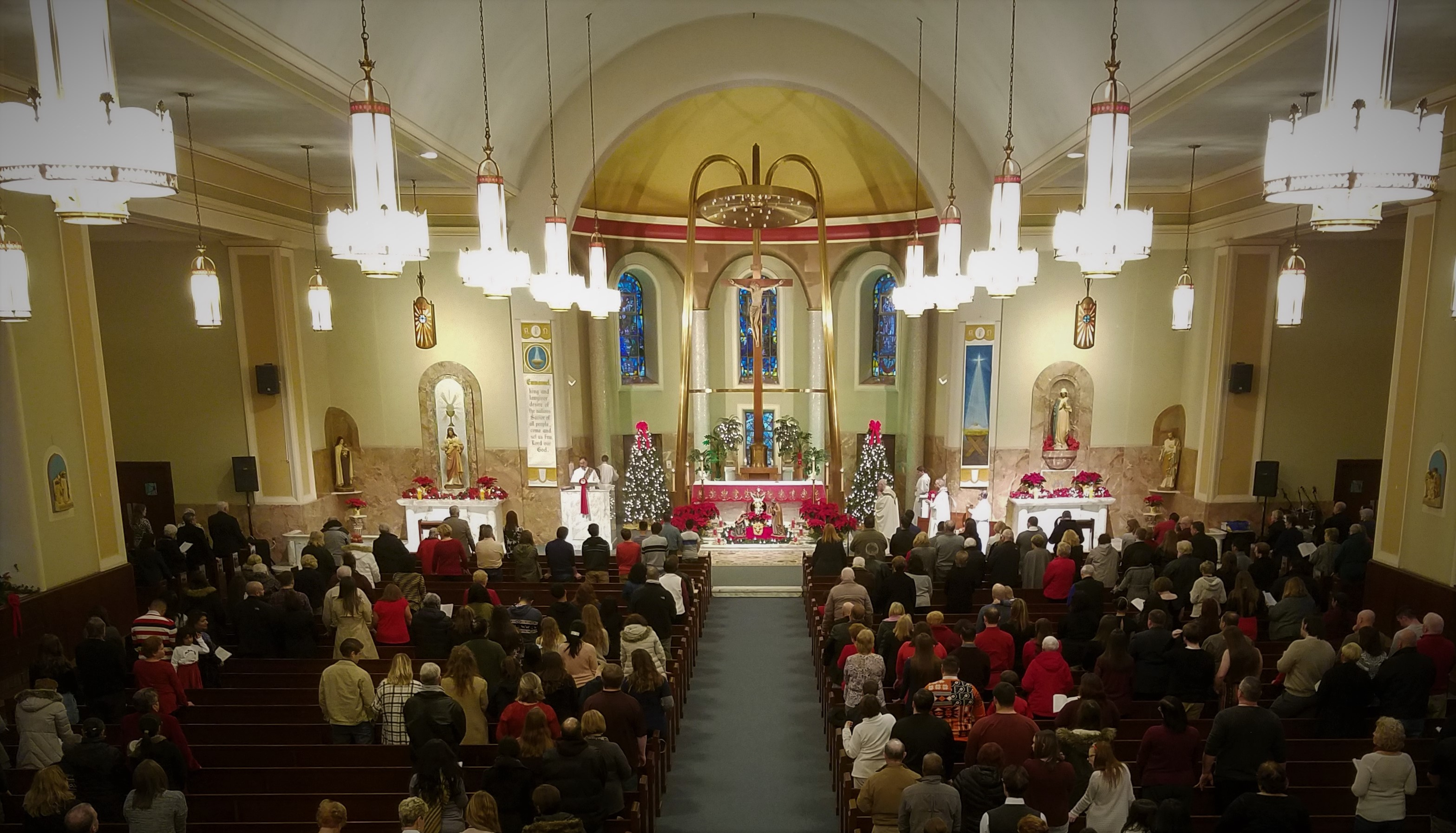
Intérieur de l'église supérieure à Noël.

En 1955, l'ancienne église est démolie pour l'édification de la nouvelle en grès et en granite, dans une version moderne du style néo-classique conçue par le bureau Gleeson & Mulrooney, avec une église supérieure et une église inférieure. Elle est prête pour la Noël 1956. Elle peut accueillir un millier de fidèles dans l'église inférieure et mille deux-cent cinquante fidèles dans l'église supérieure.
Le white flight qui démarre dans les années 1990 transforme la population des fidèles qui étaient alors au nombre de quatre mille cinq cents et majoritairement d'origine polonaise, allemande ou irlandaise. Ils sont désormais en diminution et sont plutôt d'origine hispanique, africaine ou asiatique. L'école, qui atteint son pic de 1 586 élèves en 1964, ferme en 2012 avec 280 élèves. Mgr Nelson Perez en est le curé de 2002 à 2009, il rénove l'église et éponge les dettes de la paroisse.
Au début du XXIe siècle, la paroisse a la particularité d'accueillir une communauté haïtienne et une communauté pakistanaise. Cinq messes dominicales sont célébrées en anglais, une en espagnol, une en ourdou et une en créole haïtien.

## Architecture
L'église est de style néo-classique avec un fronton à la grecque et un péristyle ionique. Elle est de plan rectangulaire sans bas-côtés. Les vitraux sont ceux de l'église précédente.

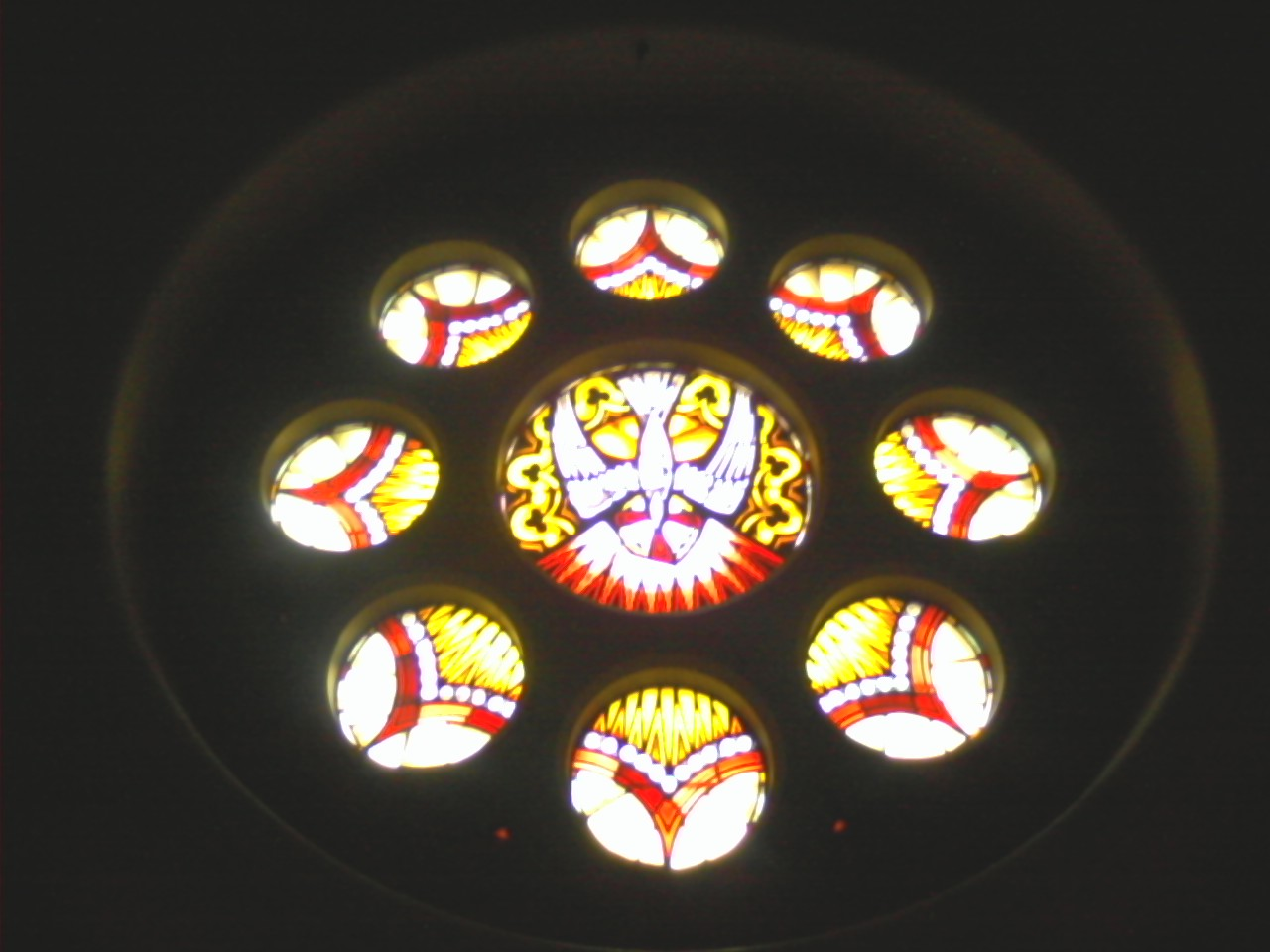
Rosace représentant la colombe du Saint Esprit
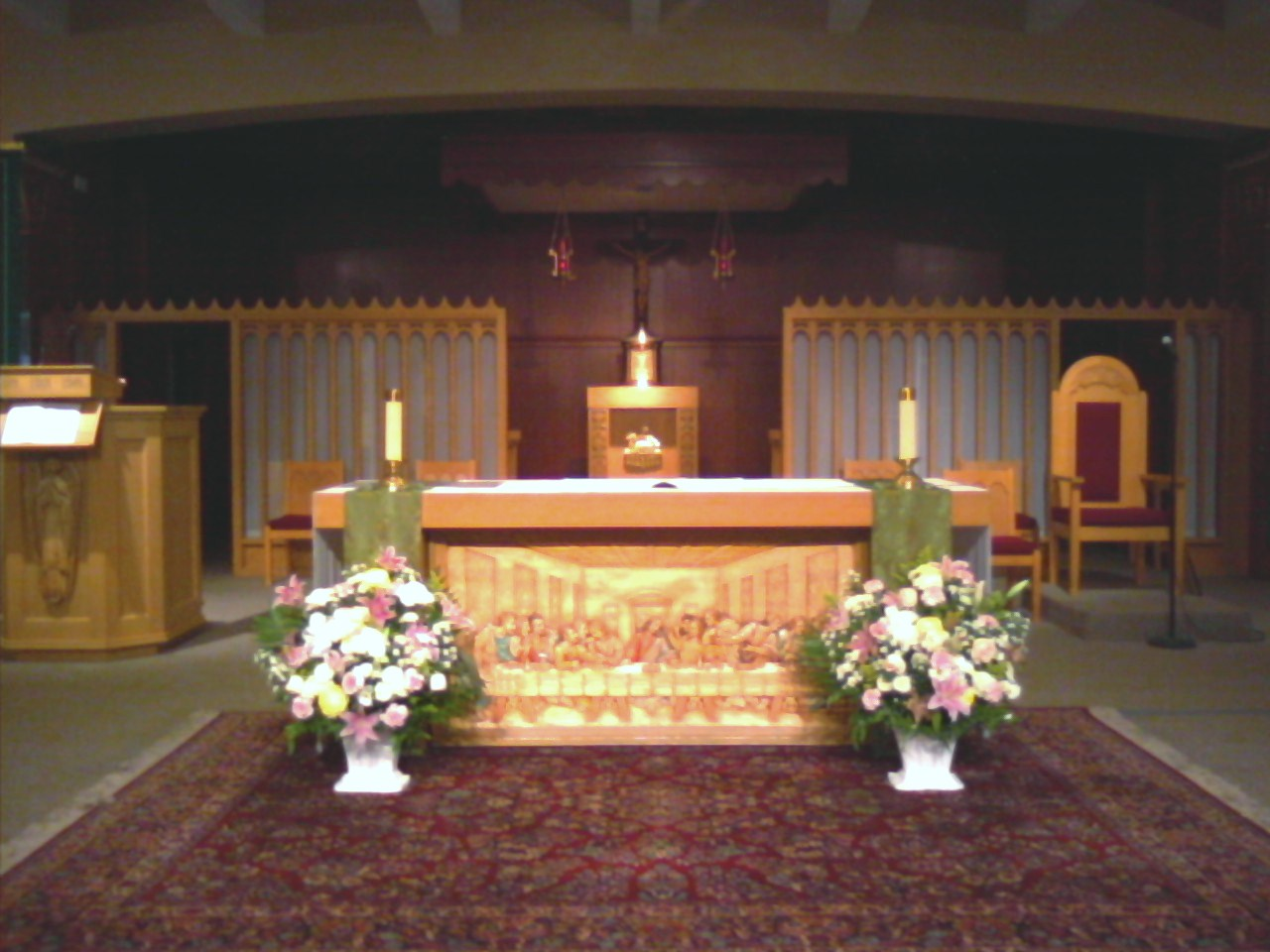
Autel de l'église inférieure
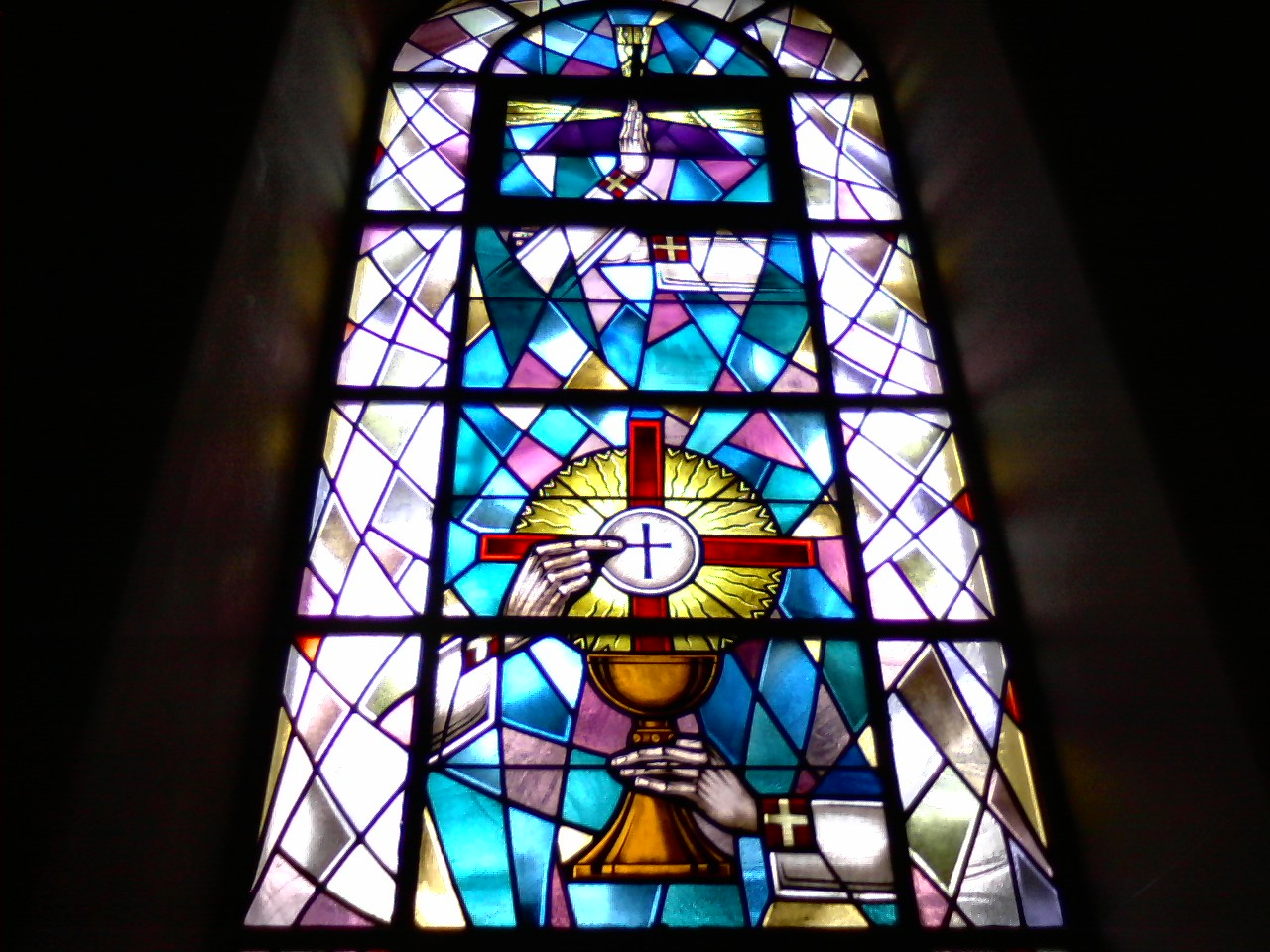
Vitrail de l'église supérieure représentant l'Eucharistie